# Lady Audley's Secret
Lady Audley's Secret é um filme de drama mudo americano de 1915 dirigido por Marshall Farnum e estrelado por Theda Bara, Riley Hatch e Clifford Bruce. Foi uma adaptação do romance britânico de 1862 Lady Audley's Secret, de Mary Elizabeth Braddon. O filme teve menos sucesso do que os outros filmes de Bara do período, porque não a apresentava no papel de vampiro extremamente popular que ela havia estabelecido.

## Elenco
- Theda Bara como Helen Talboys
- Riley Hatch como Luke Martin
- Clifford Bruce como George Talboys
- Stephen Grattan como papel indeterminado
- Warner Richmond como Sir Michael Audley

## Status de preservação
O filme atualmente é considerado perdido.